# Karel Emanuel IV van Sardinië
Karel Emanuel IV (of II) Ferdinand Maria (Turijn, 24 mei 1751 – Rome, 6 oktober 1819) was van 1796 tot 1802 koning van Sardinië. Hij was de oudste zoon van Victor Amadeus III en Maria Antonia van Bourbon, dochter van Filips V van Spanje.
Hij besteeg de troon in 1796, maar werd in 1797 geconfronteerd met verschillende republikeinse opstanden. Als reactie liet hij revolutionairen, onder wie veel jakobijnen, executeren, hetgeen hem ongeliefd maakte. Voor het overige toonde hij weinig slagvaardigheid. Als tegenstander van de Franse Revolutie werden zijn bezittingen op het vasteland in 1798 door Frankrijk bezet. Hierna restte hem slechts het eiland Sardinië.
Toen de Fransen in 1799 ook Napels onder de voet liepen, gaf hij de hoop op herstel van zijn macht op en ging naar Rome. De dood van zijn echtgenote Marie Clothilde, een zuster van Lodewijk XVI van Frankrijk, trof hem zo, dat hij in 1802 troonsafstand deed ten gunste van zijn broer Victor Emanuel I.
Hij leefde hierna te Rome en Frascati. Daar was hij geregeld te gast bij zijn achterneef Hendrik Benedictus Stuart, de laatste telg uit het Huis Stuart en Brits troonpretendent. Na diens dood werd hij als oudste legitieme afstammeling van Karel I door de jacobieten als rechtmatig koning van Engeland (Karel IV), Schotland, Frankrijk en Ierland beschouwd. Deze tronen heeft hij zelf overigens nooit publiekelijk opgeëist.
Karel trad in 1815 in de jezuïetenorde en bracht de rest van zijn leven door te Rome. Hij stierf op 6 oktober 1819, kinderloos en blind.

## Huwelijk
Hij trad op 6 september 1775 in Chambéry in het huwelijk met Marie Clothilde. Ook al schonk zij haar echtgenoot geen kinderen, toch was het stel goed met elkaar bevriend. Ze respecteerden elkaar en waren elkaar trouw. Marie Clothilde werd in 1796 koningin van Sardinië. Ze stierf in 1802 op 42-jarige leeftijd.

## Voorouders
| Overgrootouders | Victor Amadeus II van Sardinië (1666–1732) ∞ Anne Marie van Orléans (1669–1728)                    | Victor Amadeus II van Sardinië (1666–1732) ∞ Anne Marie van Orléans (1669–1728)                    | Ernst Leopold van Hessen-Rheinfels-Rotenburg (1684-1749) ∞ Eleonora Maria van Löwenstein-Wertheim-Rochefort (1686-1753) | Ernst Leopold van Hessen-Rheinfels-Rotenburg (1684-1749) ∞ Eleonora Maria van Löwenstein-Wertheim-Rochefort (1686-1753) | Lodewijk van Frankrijk (1661-1711) ∞ 1680 Maria Anna Victoria van Beieren (1660-1690) | Lodewijk van Frankrijk (1661-1711) ∞ 1680 Maria Anna Victoria van Beieren (1660-1690) | Odoardo Farnese (1666-1693) ∞ 1690 Dorothea Sophia van Palts-Neuburg (1670-1748)    | Odoardo Farnese (1666-1693) ∞ 1690 Dorothea Sophia van Palts-Neuburg (1670-1748)    | Odoardo Farnese (1666-1693) ∞ 1690 Dorothea Sophia van Palts-Neuburg (1670-1748) | Odoardo Farnese (1666-1693) ∞ 1690 Dorothea Sophia van Palts-Neuburg (1670-1748) |
| Grootouders     | Karel Emanuel III van Sardinië (1701–1773) ∞ Polyxena van Hessen-Rheinfels-Rotenburg (1706 – 1735) | Karel Emanuel III van Sardinië (1701–1773) ∞ Polyxena van Hessen-Rheinfels-Rotenburg (1706 – 1735) | Karel Emanuel III van Sardinië (1701–1773) ∞ Polyxena van Hessen-Rheinfels-Rotenburg (1706 – 1735)                      | Karel Emanuel III van Sardinië (1701–1773) ∞ Polyxena van Hessen-Rheinfels-Rotenburg (1706 – 1735)                      | Filips V van Spanje (1683-1746) ∞ 1714 Elisabetta Farnese (1692-1766)                 | Filips V van Spanje (1683-1746) ∞ 1714 Elisabetta Farnese (1692-1766)                 | Filips V van Spanje (1683-1746) ∞ 1714 Elisabetta Farnese (1692-1766)               | Filips V van Spanje (1683-1746) ∞ 1714 Elisabetta Farnese (1692-1766)               |                                                                                  |                                                                                  |
| Ouders          | Victor Amadeus III van Sardinië (1726–1796) ∞ Maria Antonia van Bourbon (1729-1785)                | Victor Amadeus III van Sardinië (1726–1796) ∞ Maria Antonia van Bourbon (1729-1785)                | Victor Amadeus III van Sardinië (1726–1796) ∞ Maria Antonia van Bourbon (1729-1785)                                     | Victor Amadeus III van Sardinië (1726–1796) ∞ Maria Antonia van Bourbon (1729-1785)                                     | Victor Amadeus III van Sardinië (1726–1796) ∞ Maria Antonia van Bourbon (1729-1785)   | Victor Amadeus III van Sardinië (1726–1796) ∞ Maria Antonia van Bourbon (1729-1785)   | Victor Amadeus III van Sardinië (1726–1796) ∞ Maria Antonia van Bourbon (1729-1785) | Victor Amadeus III van Sardinië (1726–1796) ∞ Maria Antonia van Bourbon (1729-1785) |                                                                                  |                                                                                  |

- Gemeinsame Normdatei: 133035689
- International Standard Name Identifier: 0000 0000 6687 3374
- Library of Congress Control Number: nr97013670
- Nationale Bibliotheek van Israël: 987007301721105171
- Nederlandse Thesaurus van Auteursnamen: 234653566
- Istituto Centrale per il Catalogo Unico: USMV645710
- Virtual International Authority File: 43015694
- WorldCat: E39PBJvXfpwrQFkXV8xHKpyjmd